# NGC 7164/1
NGC 7164/1 је лентикуларна галаксија у сазвежђу Водолија која се налази на NGC листи објеката дубоког неба.
Деклинација објекта је + 1° 21' 52" а ректасцензија 21h 56m 23,5s. Привидна величина (магнитуда) објекта NGC 7164 износи 14,7 а фотографска магнитуда 15,6. NGC 71641 је још познат и под ознакама CGCG 377-6, NPM1G +01.0536, PGC 67673.